# コバザクラ
コバザクラ（小葉桜または木葉桜、別名：フユザクラ、冬桜、学名：Cerasus × parvifolia 'Fuyu-zakura'）は、マメザクラとオオシマザクラの交雑から生まれたサクラ属の栽培品種のサクラ。樹形は傘状で樹高は亜高木、一重咲きで中輪の白い花を咲かせ、東京の花期は春の4月上旬と秋から冬にかけての10月から12月頃で、この二季咲きが最大の特徴である。以前はマメザクラとサトザクラもしくはヤマザクラの交雑種と考えられていた。
コバザクラの名は葉が小型なことに由来し、別名のフユザクラ（冬桜）と学名における栽培品種名の'Fuyu-zakura'は冬に咲く事に由来するが、冬に咲く桜の総称としての「冬桜」にはシキザクラ、ジュウガツザクラ、コブクザクラなども含まれるため混同に注意が必要である。
群馬県藤岡市にある桜山公園にはコバザクラ（フユザクラ）が多く植えられていて「三波川の冬桜」として有名である。